# Gilbert Pestureau
Gilbert Pestureau, né le 8 février 1933 à Civray dans la Vienne et mort le 11 avril 2000 à Montmorency, est un universitaire français, professeur de littérature française du XXe siècle, spécialiste de Boris Vian et de Raymond Queneau.

## Biographie
Titulaire d'un doctorat en lettres de l'Université Paris-Sorbonne en  1981, il a enseigné au lycée Charles Guinot à Amboise,en Polynésie française, à Madagascar, en Afrique du Sud, à La Réunion. Il a été maitre de conférences à l'université de Nantes de 1984 à 1991 et professeur à l'Université Loyola de Chicago. Il a écrit et dirigé de nombreux ouvrages sur ou compilant l'œuvre de Boris Vian, qu'il a enrichie d'un abondant appareil critique.

## Publications
- Boris Vian, les amerlauds et les godons, U.G.E., coll. 10-18, 1978
- Boris Vian, Ursula Kübler (autorité morale), Gilbert Pestureau (direction) et Marc Lapprand (direction), Œuvres complètes - Tome I à XV, Fayard, 2003